# Philippolis
Philippolis est une petite ville de la province de l'État-Libre en Afrique du Sud.

## Histoire
La London Missionary Society fonde Philippolis en 1823 en tant que mission destinée au peuple khoïkhoï. La ville prend le nom du représentant de la mission, John Philip. C'est la plus ancienne ville de la province.
Adam Kok II, un dirigeant Griqua, s'installe à cet endroit avec son peuple en 1826 et il devient le protecteur de la mission. Le fils de Kok, Adam Kok III, quitte la ville avec les siens pour traverser les montagnes du Drakensberg et fonder Kokstad et le Griqualand Est.
L'ancien bâtiment est remplacée par un temple de l'Église réformée néerlandaise en 1871. La chaire, en bois d'olivier, est devenue une attraction touristique. La première école ouvre en 1873.
L'écrivain Laurens van der Post est originaire de la ville.
Depuis 2014, grâce à sa valeur historique, son architecture et son mode de vie rural, elle est devenue une destination touristique.